# NGC 2720
NGC 2720 is een elliptisch sterrenstelsel in het sterrenbeeld Kreeft. Het hemelobject werd op 10 maart 1864 ontdekt door de Duitse astronoom Albert Marth.

## Synoniemen
- UGC 4710
- MCG 2-23-16
- ZWG 61.34
- NPM1G +11.0182
- PGC 25238